# Zeven bankiers
De zeven bankiers of G-7 (Russisch: семь банкиров; sem bankirov) is een bijnaam die een zevental Russische zakenmannen (of oligarchen) kreeg halverwege de jaren 90 van de 20e eeuw, vanwege hun bankeigendommen en hun invloed op de Russische politiek onder de presidentschappen van Boris Jeltsin. Tijdens de regering van Vladimir Poetin verloren ze het grootste deel van hun politieke macht weer. Een aantal van hen vluchtte naar het buitenland.
Dit waren (persoon en bank):
1. Boris Berezovski (beschouwde zichzelf als leider) - LogoVAZ
2. Michail Chodorkovski - Rosprom Groep (of Bank Menatep)
3. Michail Fridman - Alfa Groep (samen met Pjotr Aven)
4. Vladimir Goesinski - Most Groep
5. Vladimir Potanin - Oneximbank
6. Aleksandr Smolenski - SBS-Agro (eerder Stolitsjni)
7. Vladimir Vinogradov - Inkombank

De naam 'zeven bankiers' is afgeleid van de raad van 7 bojaren die van 27 juli 1610 tot 4 november 1612 het land bestuurden in opdracht van de Poolse koning Ladislaus IV van Polen in de tijd der troebelen.

## Macht
Deze bankiers waren in een voortdurende strijd met elkaar om de macht in Moskou, al werkten ze soms samen om dingen gedaan te krijgen van de Russische president. Hun macht werd versterkt toen ze Anatoli Tsjoebajs tot campagneleider wisten te maken voor Jeltsin's herverkiezing in 1996. De communistische Zjoeganov stond namelijk voor in de peilingen (Jeltsin kreeg slechts 4% in de peilingen), wat ongunstig was voor de zakenmannen, aangezien de communisten de privatiseringen van begin jaren 90 wilden terugdraaien. Tsjoebajs had in die periode in het kader van zijn privatiseringsprogramma meer dan 140 miljoen eigendomsvouchers laten drukken en wist deze te verspreiden onder het Russische volk voordat de opperste Sovjet zich tegen een privatisering kon uitspreken. Later kocht Tsjoebajs een groot deel van deze eigendomspapieren weer op om zijn fortuin te maken. Hij was dus wel gemotiveerd om Jeltsin opnieuw op de troon te proberen te helpen. Jeltsin werd vervolgens herverkozen in 1996. Hij moest echter vanaf toen wel de macht delen met de zeven bankiers.
Twee andere invloedrijke zakenmannen waren Rem Vjachirev van Gazprom en Vagit Alekperov van LUKoil.